# Brandfort
Brandfort é uma cidade localizada na província de Estado Livre, na África do Sul.